# The Roundhouse

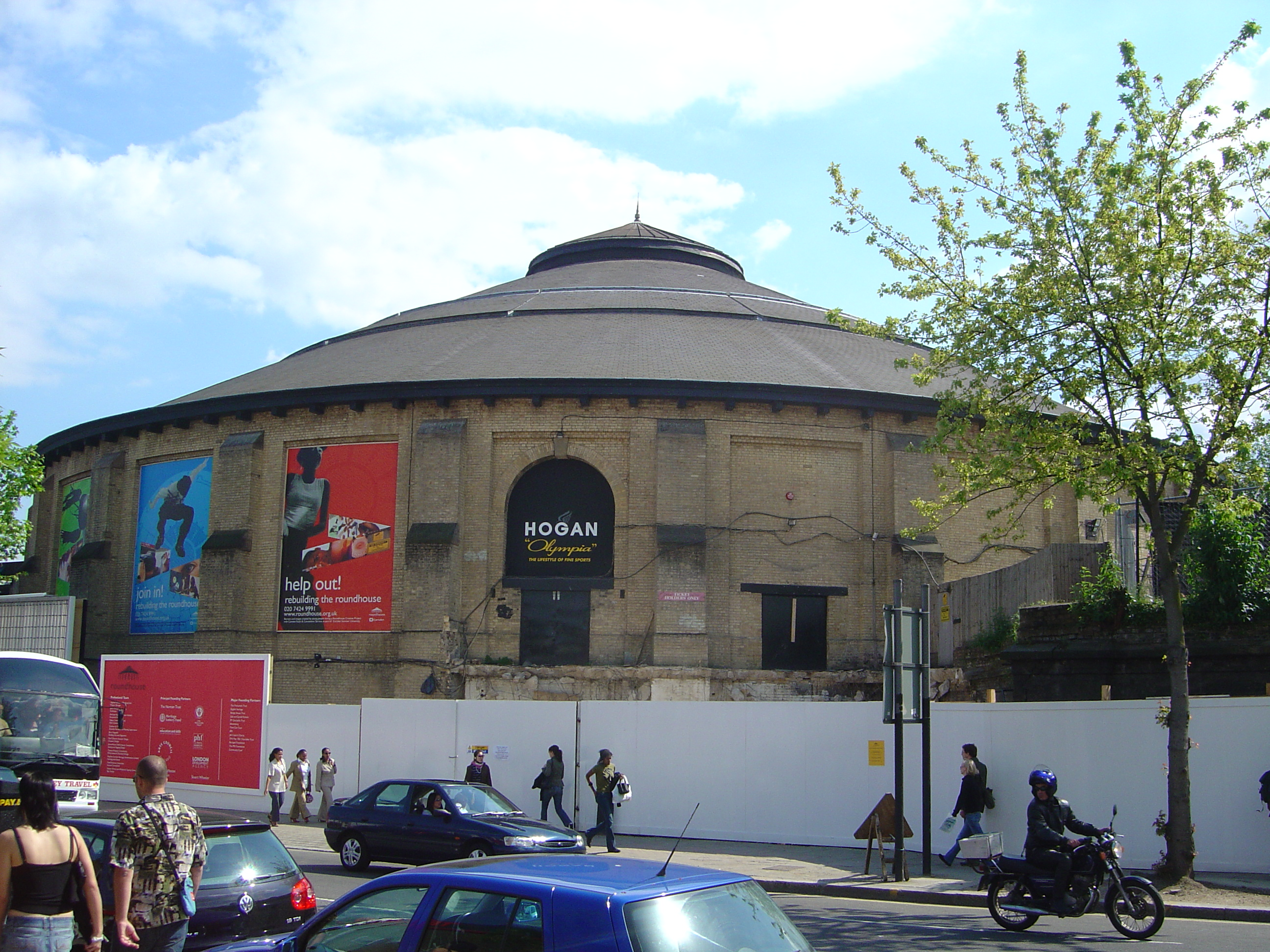
The Roundhouse, 2005

The Roundhouse ist ein berühmter Veranstaltungsort für Rockmusik-Konzerte in London. Es liegt im Bezirk Camden in der Nähe der U-Bahn-Station Chalk Farm. Das Theater hat eine Kapazität von 1503 Plätzen.

## Geschichte

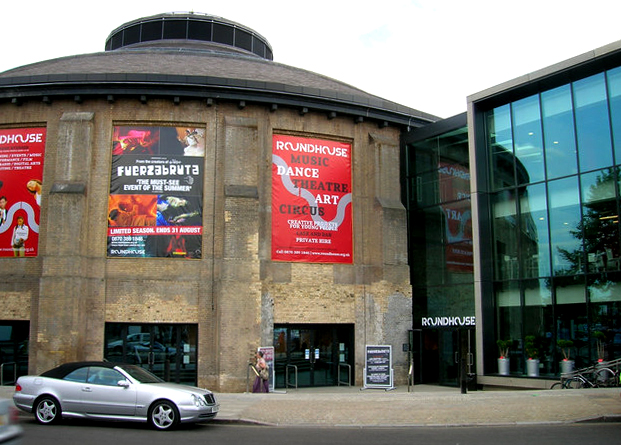
Roundhouse Haupteingang

Seinen Namen hat das Rundhaus (englisch round house) von seiner früheren Funktion: Es wurde 1847 als Lokschuppen für die London and North Western Railway errichtet. Bereits in den 1860er Jahren war es für die länger gewordenen Lokomotiven jedoch zu klein geworden und diente danach als Lagerraum. Nachdem die Londoner Stadtverwaltung das Gebäude 1966 für Kunstveranstaltungen freigegeben hatte, fand das Eröffnungskonzert mit Pink Floyd am 15. Oktober des Jahres statt.
Gespielt haben hier alle englischen Psychedelic-Rock-Bands der späten 1960er und frühen 1970er Jahre mit Rang und Namen: Soft Machine, Led Zeppelin, die Rolling Stones und Man und der frühe David Bowie. Auch America (1970 noch unter dem Namen Daze) sowie deutsche Gruppen wie Amon Düül und Kraftwerk. Im Mai 1974 haben die Scorpions ihr erstes Konzert in London hier gespielt. Auch amerikanische Gruppen wie die Doors oder Jimi Hendrix traten hier auf. Nach einem Konzert der Ramones im Juli 1976 galt der Veranstaltungsort zugleich als Geburtsstätte der englischen Punkbewegung.
Im Roundhouse fanden nicht nur Musikkonzerte statt, sondern auch Ballett- und Theateraufführungen, zum Beispiel von Stücken des legendären Living Theatre und Andy Warhols. 1967 fand dort, veranstaltet von Douglas Binder, Dudley Edwards und David Vaughan, Londons erste „Light and Sound Show“ (A Million Volt Light and Sound Rave) statt.
1983 wurde das Roundhouse geschlossen. Nach einem längeren Leerstand wurde es renoviert und am 1. Juni 2006 als Kultur- und Veranstaltungszentrum wieder eröffnet. Zwischen 2009 und 2016 fand hier jährlich das iTunes Festival statt.

## Schallplatten- und CD-Aufnahmen aus dem Roundhouse
- Alexis Korner’s Breakdown Group: Blues From The Roundhouse (1957)
- AMM: At the Roundhouse, 2004 (Aufnahmen von 1972)
- Devin Townsend Project: The Retinal Circus (2013) (Aufnahmen aus Oktober 2012)
- Hawkwind – Silvermaschine ’73
- Johnny Moped: Basically, Johnny Moped (Studio Recordings / Live at the Roundhouse 19th Feb. ’78), 1995
- Man: All’s Well That Ends Well, 1976
- Man: Back Into the Future, 1973
- Man (mit John Cipollina): Maximum Darkness, 1975
- Motörhead: Iron Fist & The Hordes From Hell: Live at the Roundhouse 1978
- Nektar: Sunday Night at the London Roundhouse, 1974
- Opeth: The Roundhouse Tapes, 2007
- Paradise Lost: Live at the Roundhouse, 2013
- Pink Fairies: At the Roundhouse, 1982 (Aufnahmen vom Juli 1975)
- Siouxsie and the Banshees: Live at the Roundhouse 1978 (Single)
- Status Quo: Aquostic! Live at the Roundhouse, 2015
- The Damned: Captain’s Birthday: Live at the Roundhouse, 1986 (Aufnahmen von 1977)
- The Dresden Dolls: Live at the Roundhouse, 2007
- The Flamin’ Groovies: Live at the Roundhouse, 1976
- Throbbing Gristle: Live at the Roundhouse, 1995 (Aufnahmen vom September 1977)
- Ultravox: Return to Eden – Live at the Roundhouse, 2010
- Europe: The Final Countdown: 30th Anniversary Show - Live at the Roundhouse, 12. November 2016 (VÖ: 21. Juli 2017)
- Fat Freddy’s Drop: Live at the Roundhouse London, Dezember 2008
- Nick Mason’s Saucerful of Secrets - Live at the Roundhouse, September 2020

## Filmaufnahmen aus dem Roundhouse
- The Doors: The Doors Are Open (Live 1968)
- The Dresden Dolls: Live At the Roundhouse, 2007
- The Stranglers: Rattus At The Roundhouse, 2007
- Opeth: The Roundhouse Tapes, 2007
- Ultravox: Return to Eden – Live at the Roundhouse, 2010
- Shpongle: Live in Concert at The Roundhouse, 2008
- Status Quo: Aquostic! Live at the Roundhouse, 2014
- Europe: The Final Countdown: 30th Anniversary Show - Live at the Roundhouse, 12. November 2016 (VÖ: 21. Juli 2017)